# Massachusetts / World
A Massachusetts a Bee Gees együttes dala, melyet 1967-ben vettek fel, és az 1968-as Horizontal albumra tették fel. Ez volt az album első kislemeze. Ez volt az első első helyezett slágerük a slágerlistán az Egyesült Királyságban. A World a Horizontal albumra szánt második kislemezük volt, szintén 1967-ből. Ez a dal Európában és az Egyesült Királyságban volt nagy siker, az Amerikai Egyesült Államokba nem jutott ki.
Robin Gibb énekelte a legtöbbet a dalokon, de Barry és Maurice Gibb is közreműködött rajtuk. Az együttes tagjai Barry (gitár), Maurice (basszusgitár), Vince Melouney (gitár) és Colin Petersen (dobok) voltak, valamint a Bill Shepherd által vezényelt zenekar.
Maurice Gibb számára a dal fájdalmas emlékeket idézett. Röviddel azután, hogy felvették, a Beatles menedzsere, Brian Epstein elmondta neki, hogy milyen gyönyörű a dal és hogy a nyár slágere lesz. Ezek voltak Epstein utolsó szavai Maurice-hoz, néhány nappal később halt meg.

## Érdekesség
A dal nem a brit rádiózás történetének leghíresebb dala. Míg a legtöbben a The Move együttes dalát, a Flowers in the Rain-t ismerik, a Massachusetts csak a második ezen a listán.
Ed Ames 1968-as Who Will Answer? albumán elkészítette ennek a dalnak egy feldolgozását.
Ez a kislemez volt az első nem japánok által készített kislemez, amelyik Japánban a hivatalos slágerlistára került. Bár világszerte az első helyen állt a slágerlistákon, az Amerikai Egyesült Államokban csak a 11. helyig jutott (ahol maga Massachusetts található).
Amikor Barry, Robin és Maurice Gibb ezt a dalt írták, úgy tervezték, hogy eredetileg a The Seekers adja elő, de ők akkor nem vették ezt fel. A The Seekers végül csak Maurice 2003-as halála után készítette el a dalt az ő emlékére.

## Közreműködők
- The Bee Gees

## A lemez dalai
- Massachusetts (Barry, Robin és Maurice Gibb) (1967), mono 2:19, ének: Barry Gibb, Robin Gibb
- World (Barry, Robin és Maurice Gibb) (1967), mono 3:20, ének: Barry Gibb, Robin Gibb